# Coptops illicitus
Coptops illicitus es una subespecie de escarabajo longicornio del género Coptops, tribu Mesosini, subfamilia Lamiinae. Fue descrita científicamente por Pascoe en 1865.

## Descripción
Mide 15,75 milímetros de longitud.

## Distribución
Se distribuye por Indonesia y Papúa Nueva Guinea.